# 오상중학교
오상중학교(五常中學校)는 대한민국 경상북도 구미시 장천면 상장리에 있는 사립 중학교이다.

## 학교 연혁
- 1945년 9월 19일 : 오상중학교(6년제) 창립 발기
- 1945년 10월 16일 : 오상중학원 개원
- 1946년 3월 11일 : 오상중학교 인가
- 1946년 4월 1일 : 오상중학교 개교식, 초대 교장 김동석 선생 취임
- 1947년 6월 1일 : 오상 교육 재단 인가
- 1947년 11월 14일 : 교사 준공식
- 1950년 5월 1일 : 중학교(6년제) 제1회 졸업식
- 1970년 10월 11일 : 개교 25주년 기념식 및 도서관 준공식
- 1975년 10월 12일 : 개교 30주년 기념식 및 매암선생 동상 제막식
- 2003년 6월 28일 : 골프부 창단
- 2011년 11월 23일 : 축구부 창단
- 2013년 3월 1일 : 선진형 교과교실제 운영학교 시작
- 2017년 2월 21일 : 경상북도교육청 명품학교 지정
- 2018년 4월 20일 : 제9대 김태환 이사장 취임
- 2022년 9월 1일 : 제14대 교장 김지연 선생 취임
- 2024년 2월 7일 : 제78회 졸업식(졸업생 44명, 졸업생 총수 12,573명)

## 참고 자료
- 오상중학교 - 한국교육학술정보원 학교알리미